# Chaitanya
Sri Chaitanya Mahaprabhu (bengali: চৈতন্য মহাপ্রভূ, även kallad Vishvam Bharmishra Krishna Chaitanya Deva), född 1486 i Navadvipa, Nadia, Bengalen, död 1534, asket i bhaktiyoga, hinduisk munk; verkade under en tid som socialreformator i Bengalen. Betraktas av sina vaishnavitiska då- och nutida anhängare som en avatar av Krishna
Chaitanya färdades under många år runt om i Indien under asket. Han ägnade sig åt japa genom att oupphörligen för sig upprepa Krishnas namn. Sina sista 24 år tillbringade han vid Jagannaths tempel i den för hinduer heliga staden Puri i Orissa.